# Perdizes (distrito de São Paulo)
Perdizes é um distrito nobre do município de São Paulo, situado na zona oeste do município e pertencente à Subprefeitura da Lapa. O distrito reúne os bairros de Perdizes, Vila Pompéia, Vila Anglo Brasileira, Sumaré, Pacaembu, Escolástica, Urbanziadora, Jardim Vera Cruz e Siciliano (parte).

## História

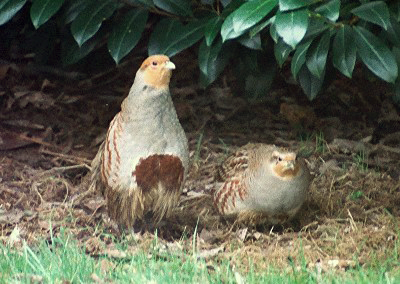
Perdizes, aves criadas nas propriedades rurais da região no século XIX.

Construído em antiga chácara do sítio do Pacaembu, Perdizes foi considerado por muitos anos apenas um subúrbio na zona rural. Segundo o historiador Antônio Egidio Martins, no local onde hoje se encontra Perdizes, residia, em 1850, um vendedor de garapa chamado Joaquim Alves. Sua enteada, Teresa de Jesus Assis, foi uma senhora dedicada à criação, no quintal de sua casa, de grande (e barulhenta) quantidade de perdizes. Para se referirem à região, os moradores da provinciana São Paulo da época diziam: "nos campos das perdizes", "lá onde há perdizes", "nas perdizes", e assim foi até o nome pegar.
Em 1956, a antiga Companhia Telefônica Brasileira (CTB), inaugurou no distrito, na confluência das ruas Apiacás e Iperoig, a Estação Telefônica Perdizes, com o corte de áreas que eram atendidas pela Estação Palmeiras (na Rua Brigadeiro Galvão) e pela Estação Lapa, que na época estava instalada na Rua Nossa Senhora da Lapa, para atender uma área que se estende da Rua Cardoso de Almeida, nas Perdizes, à Rua Monteiro de Melo, na Lapa.  
Em 1960 a estação telefônica Perdizes tinha já 13 mil terminais. Pouco depois, a CTB instalou nessa estação um centro de treinamento técnico. Hoje em dia, as diversas centrais telefônicas instaladas na estação Perdizes somam mais de 270 mil terminais.

## Atualidade

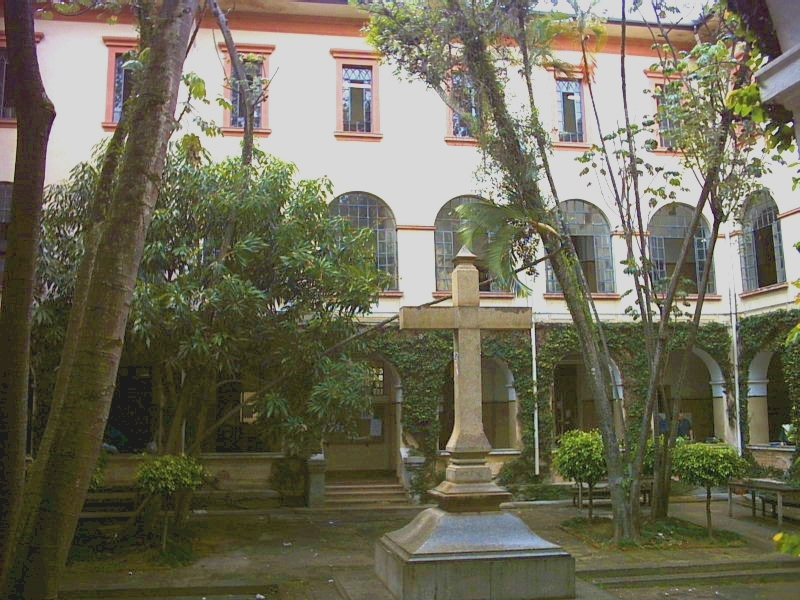
A sede da PUC-SP está localizada no distrito.

Abriga diversas instituições educacionais, como o campus de Perdizes da Pontifícia Universidade Católica de São Paulo, uma das mais importantes instituições de ensino superior e pesquisa do Brasil. É possuidora do TUCA, teatro tombado pelo Patrimônio Histórico do Município de São Paulo, que teve sua inauguração dada no ano de 1965, sendo famoso pelas manifestações políticas durante o Regime Militar.
Outras entidades educacionais presentes são: o Colégio São Domingos; o Colégio Santa Marcelina, tradicional entidade católica de ensino, abrangendo todos os níveis, inclusive o universitário e cursos extra-curriculares; o Colégio Batista Brasileiro (Unidade Perdizes), fundado por missionários americanos, com história de 100 anos de tradição pedagógica e o Externato Assis Pacheco dirigido pela professora Maria de Lourdes Aranha de Assis Pacheco em colaboração com suas irmãs, que funcionou por muitos anos na Rua Cardoso de Almeida, esquina com a Rua Itapicuru, formando gerações de jovens da elite do distrito.
Abriga ainda, a Paróquia Coração Imaculado de Maria (capela da PUC/SP). A Igreja de São Geraldo, situada no Largo Padre Péricles (antigo Largo das Perdizes), tendo sido criada em 1914, por Dom Duarte Leopoldo e Silva, Arcebispo Metropolitano de São Paulo, guarda diversos tesouros arquitetônicos e artísticos, mas o de maior destaque está protegido no campanário: o Sino da Independência do Brasil, que anunciou a Sete de Setembro de 1822, uma hora após a proclamação, a Independência do Brasil, às margens do Ipiranga pelo príncipe D. Pedro. A Paróquia de Santa Rosa de Lima em honra à padroeira do distrito, na Rua Apiacás. E ainda, a Igreja de São Domingos, localizada na Rua Caiubi.
A região conta também com dois dos mais importantes locais para o futebol Paulista (e nacional), sendo eles o Estádio do Pacaembu e o estádio do Palmeiras, o Allianz Parque, que apesar de não ficar exatamente no distrito de Perdizes, pois oficialmente fica no distrito da Barra Funda, possui uma grande influencia no mesmo, pois está bem na divisa entre os dois distritos. Os arredores do Allianz Parque (especialmente as ruas Palestra Italia, Diana, Turiassu, Caraíbas e Padre Antônio Tomás) contam com uma cultura genuinamente palmeirense, com bares dedicados ao time, sedes de torcidas organizadas e a grande parte dos moradores sendo torcedores do clube. Em dias de jogos, é comum as ruas ao redor serem interditadas para que os torcedores possam se concentrar e assistir aos jogos nos arredores do estádio.  
Apresenta também o Clube Português de São Paulo, fundado no ano de 1920, que se localiza na Rua Turiassu, e tem como objetivo ser uma entidade que reúna portugueses, seus descendentes e brasileiros, promovendo os encontros das famílias, e as festas comemorativas das datas magnas de Portugal e do Brasil, incentivando a ação cultural. Em 1929, fundou a Biblioteca Portuguesa de São Paulo e continuou a incentivar a criação de Grupos Folclóricos. Voltado a eventos sociais e culturais, como casamentos,
batizados, formaturas, chás beneficentes, bingos, palestras, cursos e
convenções, além de ter o consulado geral da Polônia em São Paulo.
O distrito é atendido pela Linha 2-Verde do Metrô, contando com a Estação Santuário Nossa Senhora de Fátima - Sumaré. Futuramente também será atendido pela Linha 6-Laranja.

## Demografia
Evolução demográfica do distrito de Perdizes

## Distritos limítrofes
- Barra Funda (Norte)
- Santa Cecília e Consolação (Leste)
- Jardim Paulista (Sudeste)
- Pinheiros (Sul)
- Alto de Pinheiros (Sudoeste)
- Lapa (Oeste)